# Stazione di Castelluccio
Stazione di Castelluccio vasútállomás Olaszországban, Sicignano degli Alburni településen.

## Vasútvonalak
Az állomást az alábbi vasútvonalak érintik:
- Sicignano degli Alburni-Lagonegro-vasútvonal

## Kapcsolódó állomások
A vasútállomáshoz az alábbi állomások vannak a legközelebb:
- Stazione di Sicignano degli Alburni
- Stazione di Galdo